# Cacozeliana furva
Cacozeliana furva is een slakkensoort uit de familie van de Cerithiidae. De wetenschappelijke naam van de soort is voor het eerst geldig gepubliceerd in 1886 door Watson als Bittium furvum.